# Pacman (oprogramowanie)
Pacman – domyślny zarządca pakietów w dystrybucji Linuksa – Arch Linuksie. Został napisany przez Judda Vineta, twórcę Arch Linuksa. Pacman pozwala na zarządzanie pakietami (ze sprawdzaniem zależności) z wykorzystaniem bardzo prostych i krótkich komend. Pakiety z programami to archiwa tar zbudowane zgodnie z Arch Linux Build System (ABS). Pacman domyślnie korzysta z oficjalnych repozytoriów, możliwe jest jednak zarówno skorzystanie z innych serwerów, jak i stworzenie własnego repozytorium z pakietami. Standardowo plik konfiguracyjny pacmana znajduje się w /etc/pacman.conf – można w nim zdefiniować m.in. które pakiety nie powinny być aktualizowane, lokalizację pliku log, czy też serwery z programami.

## Możliwości pacmana
- instalowanie programów
- aktualizacja programów
- usuwanie programów
- aktualizacja całego systemu
- czyszczenie cache'u ze starych pakietów
- wyświetlanie informacji o dostępnych i zainstalowanych pakietach